# Liste der Flurnamen in Melchow
Die Liste der Flurnamen in Melchow enthält alle bekannten Flurnamen der brandenburgischen Gemeinde Melchow und ihrer Ortsteile.
| Gemarkung | Flur     | Flurname             | Nutzung   | Bemerkung |
| --------- | -------- | -------------------- | --------- | --------- |
| Melchow   | 2 (Lage) | Birkensee            | Wiese     |           |
| Melchow   | 2 (Lage) | Werftpfühle          | Gewässer  |           |
| Schönholz | 2 (Lage) | Försterei Schönholz  | Försterei |           |
| Schönholz | 2 (Lage) | Schneidemühle        | Wald      |           |
| Schönholz | 2 (Lage) | Schönholzer Mühle    | Wald      |           |
| Schönholz | 3 (Lage) | Bornemannspfuhl      | Wald      |           |
| Schönholz | 3 (Lage) | Försterei Wildtränke | Försterei |           |